# Shkëlzen Gashi
Shkëlzen Gashi, né le 15 juillet 1988 à Čabić dans la commune de Klinë au Kosovo (Ex-Yougoslavie) est un footballeur international albanais au poste de milieu offensif. Arrivé en Suisse à l'âge de 4 ans, il possède la nationalité suisse.

## Biographie

### Carrière de joueur
Après une excellente saison sous le maillot de Grasshopper, Shkëlzen Gashi s'engage en juin 2014 avec le FC Bâle pour quatre ans pour un montant estimé à 1,5 million d'euros.
Le 1er février 2016, il s'engage avec les Colorado Rapids. Il découvre alors le championnat de MLS.
Le 25 mai 2023, il annonce la fin de sa carrière professionnelle via un communiqué du club, le FC Aarau,.

### Carrière internationale
Shkëlzen Gashi est convoqué pour la première fois par le sélectionneur national Gianni De Biasi pour un match amical face à l'Arménie le 14 août 2013. Il entre à la 56e minute à la place de Edmond Kapllani (victoire 2-0).
Il marque son premier but en équipe nationale le 29 mars 2015 lors d'un match face à l'Arménie comptant pour les éliminatoires de l'Euro 2016.
Il compte seize sélections et un but avec l'équipe d'Albanie depuis 2013.

## Statistiques

### Statistiques en club
Le tableau ci-dessous résume les statistiques en match officiel de Shkëlzen Gashi durant sa carrière de joueur professionnel.
| Saison                | Club                  | Championnat           | Championnat | Championnat | Coupe(s) nationale(s) | Coupe(s) nationale(s) | Compétition(s) continentale(s) | Compétition(s) continentale(s) | Compétition(s) continentale(s) | Albanie | Albanie | Total | Total |
| Saison                | Club                  | Division              | M.          | B.          | M.                    | B.                    | Comp.                          | M.                             | B.                             | M.      | B.      | M.    | B.    |
| 2006-2007             | FC Zurich             | Super League          | 1           | 0           | -                     | -                     | C1                             | 1                              | 0                              | -       | -       | 2     | 0     |
| 2007-2008             | FC Schaffhausen       | Challenge League      | 16          | 3           | -                     | -                     | -                              | -                              | -                              | -       | -       | 16    | 3     |
| 2008-2009             | AC Bellinzone         | Super League          | 17          | 2           | 2                     | 0                     | C3                             | 5                              | 1                              | -       | -       | 24    | 3     |
| 2009-2010             | AC Bellinzone         | Super League          | 13          | 1           | 2                     | 1                     | -                              | -                              | -                              | -       | -       | 15    | 2     |
| Sous-total            | Sous-total            | Sous-total            | 30          | 3           | 4                     | 1                     | -                              | 5                              | 1                              | -       | -       | 39    | 5     |
| 2009-2010             | Neuchâtel Xamax       | Super League          | 12          | 1           | -                     | -                     | -                              | -                              | -                              | -       | -       | 12    | 1     |
| 2010-2011             | Neuchâtel Xamax       | Super League          | 1           | 0           | 1                     | 1                     | -                              | -                              | -                              | -       | -       | 2     | 1     |
| Sous-total            | Sous-total            | Sous-total            | 13          | 1           | 1                     | 1                     | -                              | -                              | -                              | -       | -       | 14    | 2     |
| 2010-2011             | FC Aarau              | Challenge League      | 15          | 5           | -                     | -                     | -                              | -                              | -                              | -       | -       | 15    | 5     |
| 2011-2012             | FC Aarau              | Challenge League      | 28          | 18          | 1                     | 0                     | -                              | -                              | -                              | -       | -       | 29    | 18    |
| Sous-total            | Sous-total            | Sous-total            | 43          | 23          | 1                     | 0                     | -                              | -                              | -                              | -       | -       | 44    | 23    |
| 2012-2013             | Grasshopper Zurich    | Super League          | 28          | 5           | 5                     | 1                     | -                              | -                              | -                              | -       | -       | 33    | 6     |
| 2013-2014             | Grasshopper Zurich    | Super League          | 32          | 19          | 3                     | 1                     | C1+C3                          | 2+2                            | 0                              | 5       | 0       | 44    | 20    |
| Sous-total            | Sous-total            | Sous-total            | 60          | 24          | 8                     | 2                     | -                              | 4                              | 0                              | 5       | 0       | 77    | 26    |
| 2014-2015             | FC Bâle               | Super League          | 31          | 22          | 3                     | 3                     | C1                             | 5                              | 1                              | 1       | 1       | 40    | 27    |
| 2015-2016             | FC Bâle               | Super League          | 10          | 3           | 3                     | 3                     | C1+C3                          | 3+2                            | 0                              | 5       | 0       | 23    | 6     |
| Sous-total            | Sous-total            | Sous-total            | 41          | 25          | 6                     | 6                     | -                              | 10                             | 1                              | 1       | 1       | 58    | 33    |
| 2016                  | Colorado Rapids       | MLS                   | 30          | 10          | -                     | -                     | -                              | -                              | -                              | 6       | 0       | 36    | 10    |
| 2017                  | Colorado Rapids       | MLS                   | 17          | 2           | 1                     | 0                     | -                              | -                              | -                              | -       | -       | 18    | 2     |
| 2018                  | Colorado Rapids       | MLS                   | 21          | 2           | -                     | -                     | -                              | -                              | -                              | -       | -       | 21    | 2     |
| Sous-total            | Sous-total            | Sous-total            | 68          | 14          | 1                     | 0                     | -                              | -                              | -                              | 6       | 0       | 75    | 14    |
| 2019-2020             | FC Aarau              | Challenge League      | 7           | 0           | -                     | -                     | -                              | -                              | -                              | -       | -       | 7     | 0     |
| 2020-2021             | FC Aarau              | Challenge League      | 13          | 7           | 2                     | 1                     | -                              | -                              | -                              | -       | -       | 15    | 8     |
| 2021-2022             | FC Aarau              | Challenge League      | 24          | 10          | 1                     | 0                     | -                              | -                              | -                              | -       | -       | 25    | 10    |
| 2022-2023             | FC Aarau              | Challenge League      | 11          | 3           | 1                     | 0                     | -                              | -                              | -                              | -       | -       | 12    | 3     |
| Sous-total            | Sous-total            | Sous-total            | 55          | 20          | 4                     | 1                     | -                              | -                              | -                              | -       | -       | 59    | 21    |
| Total sur la carrière | Total sur la carrière | Total sur la carrière | 327         | 113         | 25                    | 11                    | -                              | 20                             | 2                              | 17      | 1       | 389   | 127   |

## Palmarès

### En club
- Avec le FC Zurich (1) :
  - Champion de Suisse en 2007

- Avec le Grasshopper Zurich (1) :
  - Vainqueur de la Coupe de Suisse en 2013
  - Vice-champion de Suisse en 2013 et 2014

- Avec le FC Bâle (2) :
  - Champion de Suisse en 2015 et 2016
  - Finaliste de la Coupe de Suisse en 2015

### Distinctions personnelles
- Meilleur buteur de Super League en 2014 (19 buts)
- Meilleur buteur de Super League en 2015 (22 buts)